# Okręg wyborczy Greenock
Okręg wyborczy Greenock powstał w 1832 r. i wysyłał do brytyjskiej Izby Gmin jednego deputowanego. Okręg obejmował miasto Greenock w hrabstwie Inverclyde. Został zlikwidowany w 1974 r.

## Deputowani do brytyjskiej Izby Gmin z okręgu Greenock
- 1832–1845: Robert Wallace
- 1845–1847: Walter Baine
- 1847–1852: William Elliot-Murray-Kynynmound, wicehrabia Melgund
- 1852–1868: Alexander Dunlop
- 1868–1878: James Grieve
- 1878–1884: James Stewart
- 1884–1892: Thomas Sutherland
- 1892–1892: John Bruce
- 1892–1900: Thomas Sutherland, Partia Konserwatywna
- 1900–1906: James Reid, Partia Konserwatywna
- 1906–1910: Halley Stewart, Partia Liberalna
- 1910–1936: Godfrey Collins, Partia Liberalna
- 1936–1941: Robert Gibson, Partia Pracy
- 1941–1955: Hector McNeil, Partia Pracy
- 1955–1974: Dickson Mabon, Co-operative Party